# Stuart Holroyd
Stuart Holroyd, född 10 augusti 1933 i Bradford, Yorkshire, är en engelsk författare. Han räknades till de arga unga männen, men debuterade 1957, när den initiala entusiasmen kring rörelsen hade förbytts i motreaktion. Han hörde till de arga unga männens existentialistiska falang tillsammans med Colin Wilson och Bill Hopkins. Senare övergick han till att bland annat skriva om parapsykologi och utomjordiskt liv.